# Accademia Nazionale delle scienze dell'Azerbaigian

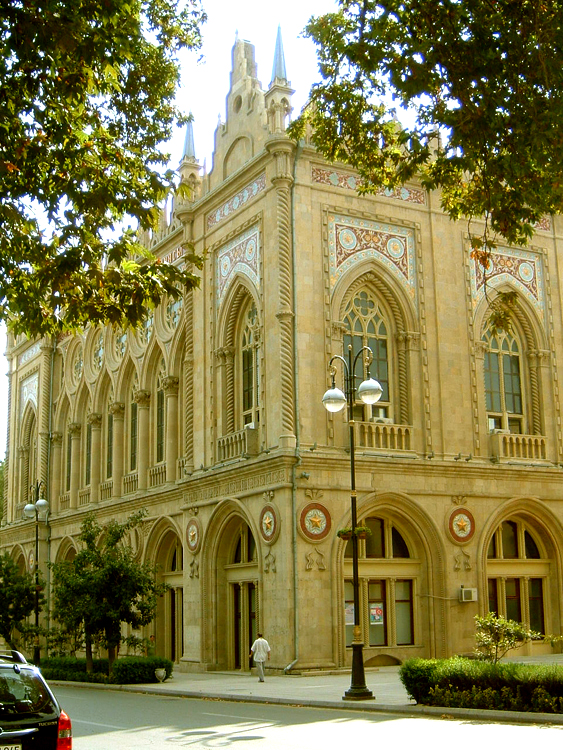
Presidium dell'Accademia Nazionale delle Scienze dell'Azerbaigian a Baku.

L'Accademia Nazionale delle scienze dell'Azerbaigian (in azero Azərbaycan Milli Elmlər Akademiyası (AMEA)) situata a Baku, è la principale organizzazione di ricerca dello stato ed è il principale organo che conduce ricerche e attività nel campo della scienza e delle scienze sociali in Azerbaigian. È stata costituita il 23 gennaio 1945 ed è finanziata essenzialmente da denaro pubblico.
L'attuale presidente è il geologo Akif Alizadeh.

## Storia
Nota come Società azera per la Ricerca Scientifica già a partire dal 1923, la futura Accademia fu fondata in Azerbaigian per finalità di ricerca e studio e fu affiliata all'Università statale di Baku e più tardi all'Accademia delle scienze dell'URSS. Nel 1945, il Consiglio dei Commissari del Popolo dell'URSS ordinò alla Società di riorganizzarsi come Accademia delle scienze. Nel corso del suo primo anno, l'Accademia contò 15 membri tra cui il compositore Üzeyir Hacıbəyov e il poeta Samad Vurgun.
Nel 1976, l'Accademia (conosciuta all'epoca come Accademia delle Scienze dell'SSR Azerbaigiana) curò la pubblicazione dell'Enciclopedia Sovietica Azerbaigiana.

## Struttura
L'Accademia è suddivisa in cinque dipartimenti: dipartimento di fisica, matematica e scienze tecniche, dipartimento di chimica, dipartimento di scienze della Terra, dipartimento di biologia e dipartimento di scienze sociali.

## Membri
L'Accademia presenta membri di due tipologie. Ci sono attualmente 57 membri attivi e 104 membri corrispondenti. Inoltre, l'Accademia può concedere l'iscrizione onoraria.

## Presidenti
Il presidente dell'Accademia è scelto direttamente dai membri dell'Accademia. I preidneti dal 1945 ad oggi sono stati:
| Noime del Presidente    | Periodo             |
| ----------------------- | ------------------- |
| Mir-Asadulla Mirgasimov | 1945–1947           |
| Yusif Mammadaliyev      | 1947–1950 1958–1961 |
| Musa Aliyev             | 1950–1958           |
| Zahid Khalilov          | 1961–1967           |
| Rustam Ismayilov        | 1967–1970           |
| Hasan Abdullayev        | 1970–1983           |
| Eldar Salayev           | 1983–1997           |
| Faramaz Magsudov        | 1997–2000           |
| Mahmud Karimov          | 2000–2013           |
| Akif Alizadeh           | 2013–2019           |
| Ramiz Mehdiyev          | 2019—2022           |
| İsa Həbibbəyli          | dal 2022            |